# Galina Volček
Galina Borisovna Volček, nata Berovna (in russo Галина Борисовна Волчек-Беровна?; Mosca, 19 dicembre 1933 – Mosca, 26 dicembre 2019), è stata un'attrice, direttrice artistica e politica sovietica e russa.

## Biografia
Nata nella capitale russa il 19 dicembre 1933 da una famiglia di origini ebraiche, Galina Volček studiò presso la scuola del Teatro d'arte di Mosca, diplomandosi nel 1955.
L'anno seguente lei ed altri studenti della scuola, tra cui Oleg Efremov, Evgenij Evstigneev, Igor' Kraša e Oleg Tabakov, fondarono il teatro Sovrennik, nel quale Galina Volček si esibì per tutta la sua carriera. Nel 1967, recitando in Una storia comune, spettacolo tratto dal romanzo di Ivan Gončarov, ricevette il premio Stalin. Nel 1972 diventò la direttrice del teatro, mentre nel 1989 ne divenne direttrice artistica.
Anche grazie alla sua presenza, il teatro si fece sempre più conoscere, ospitando, tra gli altri, spettacoli come Il giardino dei ciliegi di Anton Čechov e Viaggio nella vertigine di Evgenija Ginzburg. Nel 1978, all'Alley Theatre di Houston, in Texas, recitò nell'adattamento di Ėšelon, opera scritta dal poeta Michail Roščin nel 1973.
Lavorò nel frattempo anche come attrice cinematografica, debuttando nel 1957 in Don Chisciotte, film diretto da Grigorij Kozincev.
Fu inoltre eletta deputata alla Duma di Stato nel 1995, dove divenne membro della commissione per la cultura. Nel 1999 lasciò il Parlamento.

### Vita privata
Si sposò nel 1955 con l'attore Evgenij Evstigneev, col quale ebbe un figlio, Denis Evstigneev, che divenne poi regista. I due divorziarono nel 1964. Dopodiché si sposò una seconda volta nel 1966.
Galina Volček morì a Mosca il 26 dicembre 2019, pochi giorni dopo aver compiuto ottantasei anni. Tre giorni prima era stata ricoverata in ospedale per una polmonite. Venne sepolta al cimitero di Novodevičij.

## Filmografia parziale

### Cinema
- Don Chisciotte (Дон Кихот), regia di Grigorij Kozincev (1957)
- Sotrudnik ČK (Сотрудник ЧК), regia di Boris Volček (1963)
- Stroitsja most (Строится мост), regia di Oleg Efremov e Gavriil Egiazarov (1965)
- Beregis' avtomobilja (Берегись автомобиля), regia di Ėl'dar Rjazanov (1966)
- Svoj (Свой), regia di Leonid Agranovič (1969)
- Re Lear (Король Лир), regia di Grigorij Kozincev (1971)
- Moja sud'ka (Моя судьба), regia di Leonid Pčëlkin (1973)
- Majakovskij smeëtsja (Маяковский смеётся), regia di Anatolij Karanovič e Sergej Jutkevič (1975)
- La sirenetta (Русалочка), regia di Vladimir Byčkov (1976)
- Pro Krasnuju Šapočku (Про Красную Шапочку), regia di Leonid Nečaev (1977)
- Maratona d'autunno (Осенний марафон), regia di Georgij Danelija (1979)